# Athanase (prénom)
Pour les articles homonymes, voir Athanase.
Cette page présente le prénom Athanase ainsi que ses variantes.
Athanase (grec moderne : Αθανάσιος), également translittéré comme Athanasius (forme latinisée), Athanasios ou Atanacio, est un prénom français masculin d'origine grecque qui dérive de Athanatos, signifiant « immortel », formé de a-  privatif et de thanatos, « mort ». Dans l'usage quotidien grec moderne, il est généralement abrégé en Thanasis (Θανάσης), Thanos  (Θάνος), Sakis (Σάκης), Nasos (Νάσος), Athan (Αθαν) ou Athos  (Aθως).
La version féminine du nom est Athanasie ou Athanasia (grec : Αθανασία).
Athanase est souvent utilisé comme nom de baptême chez les premiers chrétiens, car il exprime la foi en la vie éternelle.
Les Athanase sont fêtés le 2 mai.

## Variantes linguistiques
- Атанас (Atanasse), en bulgare
- АТанасИје (Atanasije), en serbe
- Atanasios, en finnois
- Athanasius , en anglais, estonien, néerlandais
- Athanasios, en allemand
- Atanasie, Atalis, en poitevin (forme féminine)
- Afanasy, Afanasi, la forme russe d'Athanasios
- Atanasio, forme espagnole ou italienne, mais aussi en Europe orientale.

## Saint chrétien
Athanase est un hagionyme chrétien notamment porté par :

- Athanase Ier (~298-~373), prélat et docteur de l'Église grecque ;
- Athanase l'Athonite (~930-1000), moine byzantin, fondateur de la République monastique du Mont Athos ;
- Athanase Ier de Constantinople (1230-1315), prélat grec orthodoxe ;
- Athanase des Météores (~1303-1380), confesseur à Kalambaka en Thessalie ;
- Athanase III de Constantinople (~1597-1656), prélat grec orthodoxe ;
- Athanase de Brest-Litovsk (1597-1648), saint et martyr de l’Église orthodoxe russe ;
- Athanase de Kios (XVIIe), néomartyr grec orthodoxe.

## Dynaste
Athanase est un nom dynastique  notamment porté par :

- Athanase d'Alexandrie (~298-373), prélat pré-chalcédonien et docteur de l'Église ;
- Athanase de Balad (VIIe siècle), patriarche d'Antioche ;
- Athanase Ier d'Antioche (-631), prélat syriaque orthodoxe ;
- Athanase II d'Antioche (634-687), prélat syriaque orthodoxe ;
- Athanase III d'Antioche (-740), prélat syriaque orthodoxe ;
- Athanase Ier (830-872), évêque de Naples ;
- Athanase Ier Manassès (-1170), primat de l'Église orthodoxe d'Antioche ;
- Athanase (~1500-1570), patriarche métropolite de Moscou ;
- Athanase le Rhéteur (1571-1663), prêtre et lettré grec ;
- Athanase II de Constantinople (XVe siècle), patriarche supposé de Constantinople ;
- Athanase IV de Constantinople (-1679), prélat grec orthodoxe ;
- Athanase (1699-1784), écrivain, généalogiste et compilateur français ;
- Athanase V de Constantinople (-1711), prélat grec orthodoxe ;

## Personnages religieux
- Athanase d'Alexandrie (vers 296/298-373), saint chrétien, pape copte, théologien
- Pape Athanase II d'Alexandrie (mort en 496), pape copte de 490 à 496
- Athanase I Gammolo (mort en 631), patriarche d'Antioche et chef de l'Église syriaque orthodoxe d'Antioche de 595 jusqu'à sa mort
- Athanase II Baldoyo (mort en 686), patriarche d'Antioche et chef de l'Église syriaque orthodoxe de 683 jusqu'à sa mort
- Athanase Sandalaya, patriarche d'Antioche et chef de l'Église syriaque orthodoxe de 756 à 758
- Athanase I (évêque de Naples) (mort en 872), évêque italien
- Athanase de Naples (mort en 898), évêque et duc de Naples
- Athanase IV de Salh (mort en 1002), patriarche d'Antioche et chef de l'Église syriaque orthodoxe de 986 jusqu'à sa mort
- Athanase l'Athonite (vers 920 - vers 1003), moine byzantin et saint qui a fondé la communauté monastique sur le mont Athos
- Athanasie VI bar Khamoro (mort en 1129), patriarche d'Antioche et chef de l'Église syriaque orthodoxe de 1091 jusqu'à sa mort
- Pape Athanase III d'Alexandrie, pape copte de 1250 à 1261
- Athanase Ier de Constantinople (1230-1310), patriarche grec de Constantinople, saint orthodoxe oriental
- Patriarche Athanase III d'Alexandrie, patriarche grec d'Alexandrie entre 1276 et 1316
- Athanase le Météorite (1302-1380), moine grec qui a fondé le monastère du Grand Météore à Meteora, Grèce
- Patriarche Athanase IV d'Alexandrie, patriarche grec d'Alexandrie entre 1417 et 1425
- Athanase II de Constantinople, dernier patriarche grec (1450-1453) d'une Constantinople indépendante
- Athanase, métropolite de Moscou (mort dans les années 1570), métropolite de Moscou et de toute la Russie de 1566 à 1568, écrivain et peintre d'icônes
- Athanase II Dabbas (mort en 1619), patriarche grec d'Antioche de 1611 à sa mort
- Athanase de Brest-Litovsk (mort en 1648), martyr lituanien de l'Église orthodoxe russe
- Athanase III de Constantinople (1597-1654), patriarche de Constantinople en 1634, 1635 et 1652
- Athanase III Dabbas (1647-1724), patriarche grec d'Antioche et archevêque de Chypre
- Athanase IV de Constantinople, patriarche œcuménique de Constantinople en 1679
- Athanase d'Attalia (mort en 1700), martyr orthodoxe de Smyrne
- Athanase V de Constantinople, patriarche grec de Constantinople de 1709 à 1711
- Athanasios Parios (1722–1813), hiéromoine grec, théologien, philosophe, éducateur et hymnographe
- Athanase V Matar, patriarche de l'Église gréco-catholique melkite pendant quelques mois en 1813
- Athanasius Schneider (né en 1961), évêque catholique romain
- Athanasiy Velyki (1918-1982), prêtre basilien ukrainien, historien, membre de la Société scientifique Shevchenko

## Universitaires

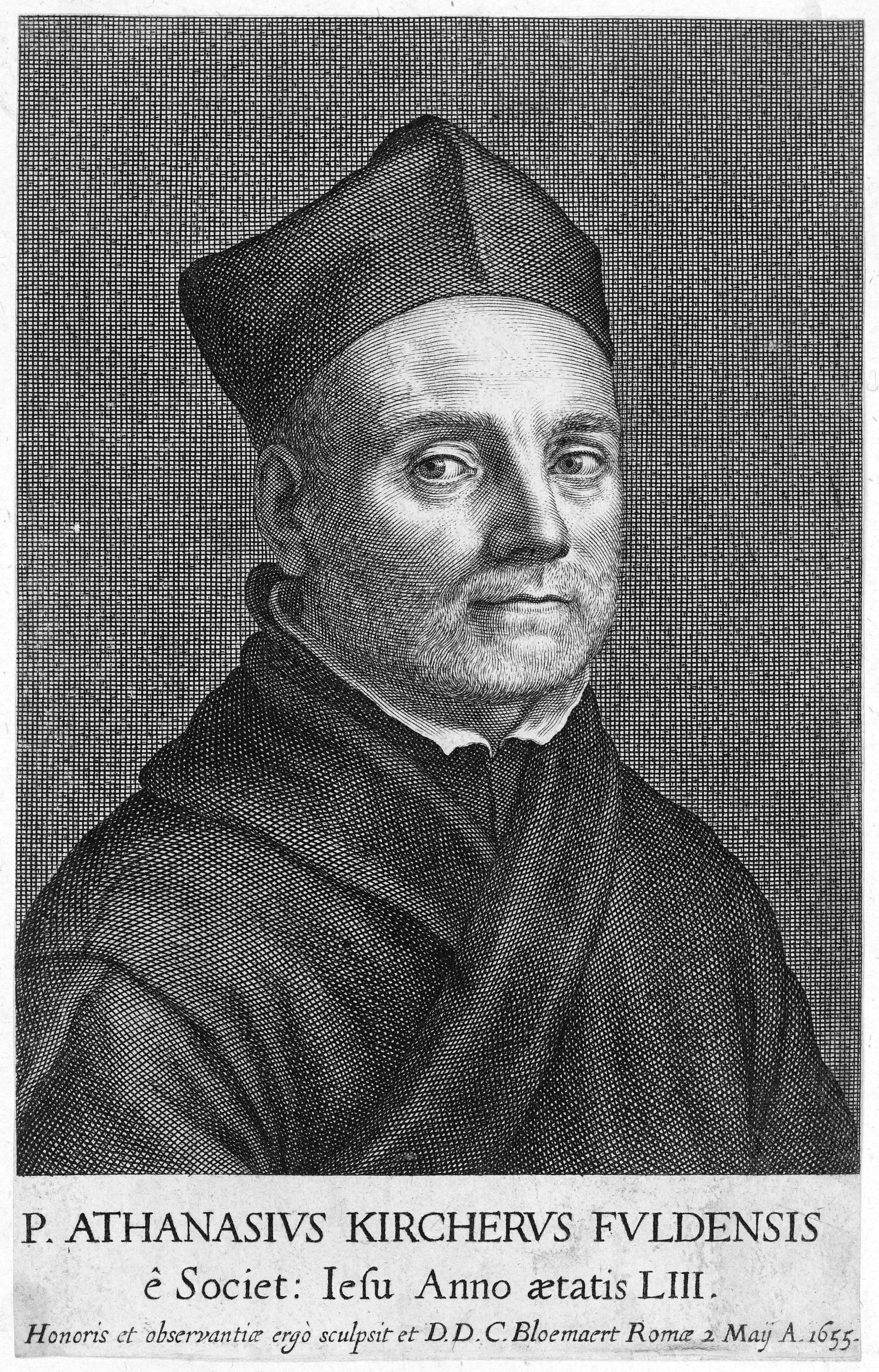
Athanase Kircher.

- Athanasios Angelopoulos (né en 1939), professeur grec de théologie
- Athanasios Asimakopulos (1930–1990), économiste canadien
- Athanasios Kafkalides (1919-1989), neuropsychiatre grec
- Athanasius Kircher (1602-1680), érudit jésuite allemand et polymathe
- Athanasios Moulakis (1945–2015), professeur grec de gouvernement
- Athanasios Rousopoulos (1823–1898), professeur
- Athanasios Psalidas (1767–1829), auteur, érudit et l'une des figures les plus renommées des Lumières grecques modernes
- Athanasios Stageiritis ( fl. 19th century ), professeur de langue grecque à l'Académie impériale de Vienne
- Athanasios Tsakalidis (né en 1950), informaticien grec
- Athanasios Pantelous (né en 1978), professeur agrégé grec en actuariat et mathématiques financières

## Militaires, révolutionnaires et politiciens

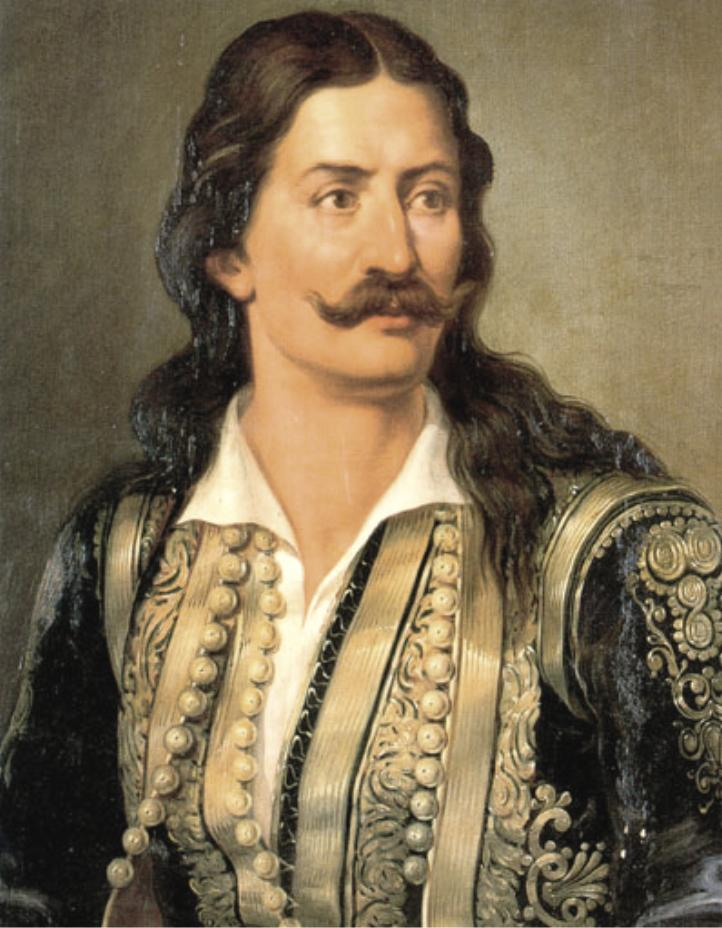
Athanase Diakos.

- Athanasios Diakos (1788–1821), commandant militaire grec pendant la guerre d'indépendance grecque
- Athanasios Dimitrakopoulos (1936-2022), homme politique grec
- Athanasios Eftaxias (1849-1931), ancien Premier ministre grec
- Athanasios Exadaktylos (1869-1936), général de l'armée grecque
- Athanasios Frangou (1864-1923), officier de l'armée grecque
- François Athanase Charette de La Contrie (1763-1796), lieutenant de vaisseau dans la Marine royale française et général royaliste durant la guerre de Vendée.
- Athanasios Kanakaris (1760–1824), révolutionnaire et homme politique grec
- Athanasios Kanakaris-Roufos (1830-1902), homme politique, maire de la ville de Patras
- Athanasios Kanellopoulos (1923–1994), homme politique grec, vice-Premier ministre de la Grèce (1990–1992)
- Athanasios Klaras (1905-1945), chef militaire de l'ELAS (nom de guerre Aris Velouchiotis )
- Athanasios Miaoulis (1815-1867), ancien Premier ministre de la Grèce
- Athanasios N. Miaoulis (1865–1936), ancien maire du Pirée
- Thanos Mikroutsikos (1947-2019), auteur-compositeur et homme politique grec
- Atanas Paparizov (né en 1951), homme politique bulgare et membre du Parlement européen
- Athanasios Pipis (mort en 1821), révolutionnaire dans la guerre d'indépendance grecque
- Thanos Plevris (né en 1977), homme politique grec
- Athanasios Roussopoulos (1903-1983), homme politique grec
- Athanasios Tsakalov (mort en 1851), révolutionnaire grec contre la domination ottomane, cofondateur de l'organisation révolutionnaire secrète Filiki Eteria
- Athanasios Tsaldaris (1921–1997), homme politique grec, président du Parlement hellénique à plusieurs reprises de 1989 à 1993

## Artistes et animateurs
- Athanasios Christopoulos (1772-1847), poète grec
- Thanos Kalliris (né en 1962), chanteur pop grec
- Thanos Mikroutsikos (né en 1947-2020), auteur-compositeur et homme politique grec
- Panas Myrny (1849-1920), prosateur et dramaturge ukrainien
- Thanos Petrelis (né en 1975), chanteur pop grec
- Sakis Tolis (né en 1972), musicien grec surtout connu comme le chanteur et guitariste rythmique de Rotting Christ
- Athanasios Toutziaridis (9.4.1984) est le fondateur et chanteur du groupe allemand NachtBlut

## Les athlètes
- Athanasios Kostoulas (né en 1976), footballeur grec
- Athanasios Mantzouranis (né en 1982), cycliste grec
- Athanasios Michalopoulos (né en 1973), joueur grec de volleyball de plage
- Athanasios Nanopoulos, escrimeur grec
- Athanasios Skaltsogiannis (né en 1873), coureur de haies et sauteur en longueur grec
- Athanasios Skourtopoulos (né en 1965), basketteur grec
- Athanasios Stoikos (né en 1988), footballeur grec
- Athanasios Tsigas (né en 1982), footballeur grec
- Athanasios Vouros, escrimeur grec
- Thanasis Antetokounmpo (né en 1992), basketteur grec
- Thanasi Kokkinakis, joueur de tennis australien

## Autres
- Athanase d'Émèse, juriste byzantin du VIe siècle
- Athanase (préfet du prétoire), fonctionnaire byzantin du VIe siècle
- Afanasy Nikitin, marchand russe, l'un des premiers Européens à voyager et à documenter sa visite en Inde. Décédé en 1472.
- Athanasios Lefkaditis (1872-1944), fondateur du scoutisme grec
- Athanasios Papoulis (1921–2002), ingénieur gréco-américain
- Athanasios Polychronopoulos (né en 1984), joueur de poker professionnel gréco-américain